# Need for Speed: Hot Pursuit 2
Need for Speed: Hot Pursuit 2 (kurz NFSHP2) ist der sechste Teil der von Electronic Arts veröffentlichten Computerrennspielreihe Need for Speed und erschien erstmals am 30. September 2002 für den GameCube in Nordamerika. Am 1. Oktober wurden dort die Versionen für PlayStation 2 und Xbox veröffentlicht. Die Veröffentlichung in Europa erfolgte von der PS2-, der Xbox- sowie der GameCube-Version am 25. Oktober 2002. Am 21. Oktober 2002 wurde die Windows-Version in Nordamerika und am 8. November 2002 in Europa veröffentlicht.

## Spielprinzip

### Allgemein
Das Spielprinzip dieses Teils orientiert sich wieder stärker an den ursprünglichen Eigenschaften der Need-for-Speed-Serie. So gibt es neben normalen Rennen auch wieder Rennen mit Polizeiverfolgung. Das Spiel besitzt zwei Rennkarrieren mit jeweils 30 Missionen, von denen jedoch nicht alle gespielt werden müssen, um die 30. Mission zu spielen. Bei den Rennen ohne Polizei heißt die Karriere Meisterschaft, bei den Rennen mit Polizei Hot Pursuit. Es gibt vier verschiedene Renn-Modi, von denen drei bei den Superrennen und alle vier bei den Ultimate-Racer-Rennen verfügbar sind. Die in beiden Rennkarrieren verfügbaren Modi sind der Turnier-, der Einzelrennen- und der K.-o.-Modus. Der Turniermodus besteht dabei aus mehreren Einzelrennen. Die Einzelrennen können sowohl Rundkurse als auch Sprintstrecken von A nach B sein. Alle Strecken können außerdem in beide Richtungen befahren werden. Rennen im K.-o.-Modus finden ausschließlich auf Rundkursen statt. Bei diesen scheidet in jeder Runde der Letztplatzierte aus. Der nur in der Ultimate-Racer-Karriere verfügbare Modus heißt Sei ein Cop. Bei diesem ist es das Ziel, die Raser durch Rammen oder mit Hilfe von Straßensperren und Nagelbändern zu stoppen. Dank einer komplett neuen Grafik-Engine kamen auch Spezialeffekte am Streckenrand, wie etwa Sandstürme, Waldbrände, Hubschrauber, die explodierende Fässer abwerfen oder etwa Streckensperren hinzu.

### Fahrzeuge
Folgende Wagen sind in diesem Teil fahrbar:
| Fahrzeugliste             |                                   |                        |
| Aston Martin V12 Vanquish | Ford Crown Victoria (nur Polizei) | McLaren F1             |
| BMW M5                    | Ford Mustang SVT Cobra R          | McLaren F1 LM          |
| BMW Z8                    | Ford TS50                         | Mercedes-Benz CL55 AMG |
| Chevrolet Corvette Z06    | HSV Coupé GTS                     | Mercedes-Benz CLK-GTR  |
| Dodge Viper GTS           | Jaguar XKR                        | Opel Speedster         |
| Ferrari 360 Spider        | Lamborghini Diablo 6.0 VT         | Porsche 911 Turbo      |
| Ferrari 550 Barchetta     | Lamborghini Murciélago            | Porsche Carrera GT     |
| Ferrari F50               | Lotus Elise                       | Vauxhall VX220         |

### Streckenliste
Folgende Strecken gibt es in diesem Teil:
| - Alpine Trail - Autumn Crossing - Calypso Coast - Coastal Parklands - Desert Heat - Fall Winds - Island Outskirts | - Mediterranean Paradise - National Forest - Outback - Palm City Island - Rocky Canyons - Scenic Drive - Tropical Sunset / Tropical Circuit - Wine Country / Ancient Ruins |

## Rezeption
Das Spiel erhielt von der GameStar eine sehr gute Wertung von 86 %, die PC Games bewertete das Spiel mit 82 % und die PC Action mit 78 %.